# Martin Schulz
Martin Schulz, nemški politik, * 20. december 1955, Eschweiler. 
Bil je poslanec evropskega parlamenta in predsednik Evropskega parlamenta od leta 2012 do 2017. V novembru leta 2016 je oznanil, da ne bo iskal tretjega mandata na tem položaju. V zgodnjem obdobju se je ukvarjal z knjigotrštvom in odprl tudi svojo trgovino s knjigami, nato pa je uspešno prešel na lokalno, nemško in evropsko politiko. Izhaja iz severo-zahoda Nemčije in ima dobra poznanstva tako na Nizozemskem, Belgiji in Nemčiji. Je dober govorec več jezikov. Ob vrnitvi v Nemčijo je sprejet kot pomemben nemški politik, vendar je zaradi relativnega poraza na parlamentarnih volitvah 2017 odstopil z vrha stranke SPD. Na položaju predsednika evropskega parlamenta ga je nasledil Antonio Tajani.